# Hemorrhois nummifer
Hemorrhois nummifer är en ormart som beskrevs av Reuss 1834. Hemorrhois nummifer ingår i släktet Hemorrhois och familjen snokar. Inga underarter finns listade i Catalogue of Life.
Arten förekommer från södra Turkiet, norra Israel och norra Jordanien österut till Tadzjikistan och Kirgizistan. Två mindre avskilda populationer hittas i Egypten på södra Sinaihalvön och nära Kairo. Hemorrhois nummifer lever i låglandet och i bergstrakter upp till 2000 meter över havet. Habitatet utgörs av öppna skogar, buskskogar och klippiga områden med glest fördelad växtlighet. Denna orm besöker även odlingsmark och människans boplatser. Honor lägger cirka 10 ägg per tillfälle.
Intensivt bruk av betesmarker påverkar beståndet negativt. Flera exemplar dödas av människor som misstolkar arten som en giftorm. I Egypten samlas flera individer och de hölls sedan som terrariedjur. I andra regioner är Hemorrhois nummifer inte sällsynt. IUCN listar arten som livskraftig (LC).